# FC Amsterdam
FC Amsterdam, grundad 20 juni 1972 och upplöst 17 maj 1982, var en fotbollsklubb i Amsterdam i Nederländerna.
Klubben grundades genom en sammanslagning av Amsterdam-klubbarna Blauw-Wit och AFC DWS. Året därpå anslöt även grannklubben Volewijckers. Målet var att utgöra ett reellt hot mot storklubben AFC Ajax från huvudstaden, samt tillsammans bilda en tillräckligt stor följarskara för att fylla Amsterdams Olympiastadion som blev klubbens hemmaarena. Båda dessa mål misslyckades dock. Publikintresset för den nya klubben uteblev, och den största sportsliga framgången uppnåddes istället i Uefacupen 1974/1975 där FC Amsterdam nådde kvartsfinal efter att bland annat ha slagit ut italienska Inter på vägen. I kvartsfinalen slogs klubben ut av västtyska Köln.
FC Amsterdam upplöstes 1982, tio år efter sitt grundande, efter att ha spelat de sista fyra säsongerna i den nederländska andradivisionen.